# الضغط الفعال

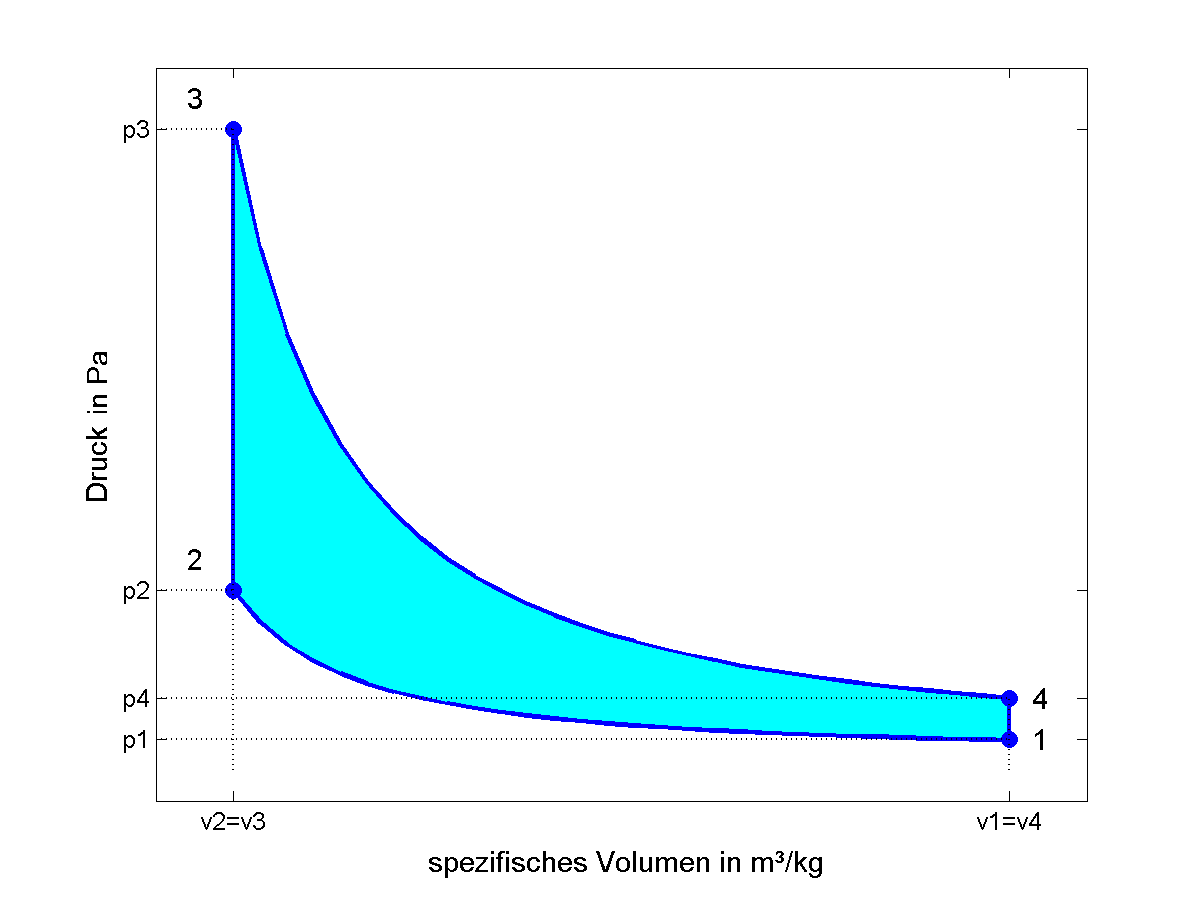

الضغط الفعال Mean effective pressur 
هو متوسط الضغط في إسطوانة محركات الاحتراق و يعتبر مؤشر علي قدرة المحرك حيث ترتفع بارتفاعه.

يعبر عنه بالعلاقة: Mep =W/vd

حيث w : الشغل المبذول

vd : الحجم المزاح
• يختلف مصطلح الضغط الفعال mep باختلاف نوع الشغل بحيث :
1_في حالة شغل الفرملة brake work(الشغل الصافي الخارج من المحرك و المستفاد به)

يسمي الضغط الفعال بالضغط الفعال للفرملة bmep و يعبر عنه بالعلاقة: bmep =Wb/vd
2_في حالة الشغل الكلي indicated work (الشغل النظري في إسطوانة المحرك ويساوي شغل الفرملة+ الشغل المفقود في الاحتكاك) يصبح الضغط الفعال : imep=Wi/Vd
• تتراوح أفصي قيمة ل bmep _ في حالة عدم استخدام turbcharger أو supercharger لإدخال الهواء للمحرك_ 850:1050 كيلوباسكال في محركات البنزين، ومن 700:900 كيلوباسكال في محركات الديزل.
و في حالة استخدام turbcharger ترتفع ل 1000:1200 في محركات الديزل.
المراجع
- (Engineering Fundamentals of IC Engines (WW Pulkrabek